# Санширо Сугата
Санширо Сугата је јапански филм из 1943. године који је режирао Акира Куросава по роману Цунеа Томитеа. 